# ドイツ系ロシア人
ドイツ系ロシア人（ドイツけいロシアじん）は、ロシア国籍を持つドイツ人ないしドイツに民族的なルーツを持つロシア人の総称である。

## 概要
1988年に行われたソビエト連邦の国勢調査では、ドイツ民族籍を持つソ連市民の総数は203万5807人となっている。1989年の調査では、ロシアに居住する者は41%で、ソ連国内では47%のカザフに次ぎ、以下キルギス5%、ウクライナ、タジクが各2%、その他が4%となっている。
言語状況を見ると、1989年の調査ではドイツ語を母語とする者は49%となっており、半数を下回っている。1926年には95%、1959年には75%であり、20世紀に入って急速に変化した。第二次世界大戦時の強制移住の際、ロシア人やカザフ人といった非ドイツ語話者の中へ数世帯単位に細分化されて移住したことなどが影響している。

## 歴史
ドイツとロシアの関係は古くキエフ・ルーシの時代にまで遡るが、1702年にはピョートル1世によって招待令が布告され、多くのドイツ人が技師・医師・教師・軍人等の専門家としてロシアへと招かれた。これは大北方戦争における当初の苦戦によってピョートルが軍の再編やインフラストラクチュアーの整備の必要を痛感したためだった。この戦争でスウェーデンに勝利したロシアはバルト海沿岸地方を獲得、そこに暮らしていたバルト・ドイツ人がロシア帝国の支配下に入り、サンクトペテルブルクの建設など近代化に貢献することになった。ピョートル以降、ロマノフ朝はドイツ貴族との結婚政策により親ドイツ的な傾向を強めた。
その後もロシア帝国へのドイツ人の移住・入植は続いた。1763年にエカチェリーナ2世が外国人招待令を布告したことで、七年戦争で荒廃していたヘッセンや南西ドイツからの入植が増加した。彼らは主にヴォルガ川流域に移住し、後にヴォルガ・ドイツ人となる。1897年のロシア初の国勢調査ではその人口は約180万人となっていた。1914年に第一次世界大戦が勃発しロシアとドイツとが戦争状態に入ると、ロシアのドイツ人は反ドイツ感情に直面した。ドイツ語の使用は禁じられドイツ語の地名は改名された。サンクトペテルブルクもペトログラードに改名されている。1915年にはヴォルィーニのドイツ人入植者約20万人が追放され、1917年2月にはヴォルガのドイツ人入植者の追放も決定されたが、これは二月革命が発生したために実行されなかった。
ロシア革命後、1924年1月6日にヴォルガ・ドイツ人自治ソヴィエト社会主義共和国が成立した。革命政府としてはドイツのプロレタリアートへの宣伝効果を期待してヴォルガ・ドイツ人の自治を推進し、ドイツにおける共産主義革命が失敗に終わった後には、民族・社会問題解決のモデルケースとして、あるいは西側資本の導入のために自治共和国を利用した。1930年代に入ってソ連とドイツとの関係が緊張すると状況が変わり、1941年に独ソ戦の勃発によってスターリンはヴォルガ・ドイツ人のシベリア・中央アジアへの追放を決定した。1941年8月28日になされたこの決定は他の全ドイツ系住民にも適用された。